# Балка Бездирочна
Балка Бездирочна — балка (річка) в Україні у Добровеличківському районі Кіровоградської області. Ліва притока річки Сухого Ташлика (басейн Південного Бугу).

## Опис
Довжина балки приблизно 7,54 км, найкоротша відстань між витоком і гирлом — 6,48  км, коефіцієнт звивистості річки — 1,16 . Формується декількома струмками та загатами.

## Розташування
Бере початок на південно-східній околиці села Юр'ївки. Тече переважно на північний захід через село і на південно-східній стороні від села Дружелюбівки впадає у річку Сухий Ташлик, ліву питоку річки Синюхи.

## Цікаві факти
- У XX столітті на балці існували молочно-тваринні ферми (МТФ), газгольдер та декілька газових свердловин[2].